# Isla Grande (Malvinas)
La isla Grande (en inglés: Great Island) es una de las islas Malvinas. Se ubica en el estrecho de San Carlos, entre las islas Gran Malvina y la Soledad, al frente del puerto Findlay, al sur de los islotes Tyssen y la norte de la isla Calista. Es la segunda isla de mayor tamaño dentro del estrecho, después de la isla Cisne.
El extremo noroeste de este accidente geográfico es uno de los puntos que determinan las líneas de base de la República Argentina, a partir de las cuales se miden los espacios marítimos que rodean al archipiélago.